# Пертинакс
Публий Хелвий Пертинакс (на латински: Publius Helvius Pertinax) е провъзгласен за римски император на сутринта след убийството на Комод на 31 декември 192 г. Управлението му продължило по-малко от три месеца.
Неговата кариера преди да стане император е документирана в Historia Augusta. Син е на освободения роб Хелвий Сукцес. Пертинакс учи гръцка граматика, а после и сам започва да преподава. Но тъй като тази работа не му носи достатъчно пари, с помощта на Лолиан Авит, който е патрон на неговия баща, Пертинакс става центурион. След това, по време на управлението на император Антонин Пий, заминава за провинция Сирия като началник на кохорта. Участва в Римско-партската война (161 – 166 г.) по времето на Марк Аврелий. През Маркоманската война служи в командването на дунавската армия. Става трибун на легион, после управлява рейнската флотилия, а след това е сенатор и консул. Назначаван е последователно за управител на римските провинции Мизия, Дакия, Сирия, Британия и Африка. Занимава се с продоволствието на Рим и е градски префект по времето на император Комод.
Въпреки скромния си произход Пертинакс става един от най-авторитетните и опитни магистрати в империята, известен със своята строгост. Заедно с преторианския префект Квинт Емилий Лет и други придворни лица, Пертинакс участва в заговор срещу император Комод, който е убит в покоите си през нощта на 31 декември 192 г. На следващия ден – 1 януари 193 г., 66-годишният Пертинакс е издигнат на трона от преторианците, които очакват да бъдат наградени с пари за своята подкрепа. След символичен жест на неохота, Пертинакс поема властта и римския сенат официално го признава за император.

## Управление
Пертинакс предприема редица мерки, за да укрепи положението в разклатената империя. Той разрешава на всеки да заеме толкова пустееща земя, колкото може да обработва. Опитва се да възстанови морала и порядките в преторианската гвардия, които са развалени при управлението на Комод. Неговата политика на икономии и строга дисциплина го прави много непопулярен сред армиите и плебса на Рим. С думите „Предпочитам да управлявам честно една бедна държава, отколкото да събирам пари по престъпен начин!“ Пертинакс отказва да набави средства чрез проскрипции и конфискация на имущество на богати граждани, както правят много тирани преди него.
Преторианците остават излъгани в очакването си да получат богати подаръци от императора и организират няколко неуспешни покушения срещу него. Връх на недоволството става убиването на няколко офицери, които подготвяли смъртта му. На 28 март 193 г. въоръжени войници нахлуват в Палатинския дворец, където Пертинакс е убит и обезглавен след само около 80-дневно управление.
По-късно император Септимий Север обожествява Пертинакс и почита паметта му; приема името му, представяйки се за негов законен приемник и отмъстител за убийството му. Синът на император Пертинакс е Пертинакс Цезар, който го надживява. Той не е бил обявен за съимператор от баща си, въпреки че някои провинции издават монети с лика му. Убит е при управлението на Каракала.

## Вижте други
- Година на петимата императори